# Stanley Pines
Stanley Pines, también conocido como «Grunkle Stan» (conocido en Hispanoamérica como Tío Stan) es uno de los personajes principales de la serie animada de Disney Channel Gravity Falls, creada y con la voz del creador de la serie Alex Hirsch. En una entrevista, Alex Hirsch afirma que Grunkle Stan se basa libremente en su abuelo, también llamado Stan, pero debido al argumento de la historia, su relación con los protagonistas fue cambiado de abuelo a tío abuelo.
Stan es el tío abuelo de los dos protagonistas principales del programa, Dipper y Mabel Pines, quienes son enviados a vivir con el en la Cabaña del Misterio, un museo como trampa para turistas (y su casa) que presenta criaturas y objetos de orígenes supuestamente sobrenaturales. Se le representa con mayor frecuencia vistiendo un traje negro, camisa blanca, pajarita de hilo rojo, fez rojo con un símbolo islámico y un bastón rematado por una bola de billar de 8. En casa, sin embargo, se le suele ver con zapatillas, calzoncillos tipo bóxer a rayas azules y blancas, una camiseta sin mangas blanca y un collar de oro.
Al comienzo del programa, Grunkle Stan, conocido por todos como Stanford Pines, es retratado como un personaje relativamente simple, y su pasado turbio se utiliza principalmente como una broma. Sin embargo, a medida que avanza la serie, gradualmente se revela que guarda secretos más profundos. En el episodio «A Tale of Two Stans», su verdadero nombre se revela como Stanley Pines, quien pasó treinta años trabajando en secreto para traer a su hermano gemelo, el verdadero Stanford Pines, de vuelta a su realidad después de haber sido succionado a través de una máquina de portal interdimensional.
Además de sus apariciones en la serie principal, Stan también apareció en la novela gráfica de 2018, Gravity Falls Lost Legends. Una versión alternativa del personaje, llamada Mr. Ponds, apareció en un episodio de Amphibia de 2020, con Alex Hirsch retomando su papel.

## Biografía del personaje de ficción

### Pre-serie
Stanley, apodado «Stan», y su hermano gemelo de seis dedos Stanford, apodado «Ford», nacieron el 15 de junio de 1951 en playa vidrios rotos, Jersey Shore, Nueva Jersey. Su padre, Filbrick, era un severo dueño de una casa de empeños, mientras que su esposa Caryn, una mentirosa patológica que trabajaba como psíquica telefónica. Según se informa, su apellido «Pines» fue introducido en la isla Ellis, pero se han perdido registros del apellido original de la familia. Stan y Ford recorrían a menudo la playa en busca de tesoros perdidos. Una vez, reclamaron un barco abandonado y lo llamaron «Stan-O-War». Los gemelos trabajaron en la reparación de este barco con el tiempo, con la esperanza de navegarlo alrededor del mundo algún día en busqueda de aventuras. Los niños también eran blanco frecuente de matones, por lo que Filbrick los inscribió en clases de boxeo. Más tarde, Stan usó estas habilidades de boxeo para salvar a una mujer llamada Carla McCorkle, apodada «Hotpants», de un ladrón. Sin embargo, Carla finalmente lo dejó por un hippie que tocaba música.
En la escuela, Ford era un estudiante inteligente, serio y exitoso, mientras que Stan era un chico rudo amante de las bromas. En una fatídica noche, Stan entró en el salón de una feria de ciencias y sin darse cuenta rompió la premiada máquina de movimiento perpetuo de su hermano, arruinando las posibilidades de Ford de ser aceptado en una prestigiosa universidad y tensando su relación. Filbrick corrió a Stan de casa y se negó a permitirle regresar a casa hasta que pudiera ganar dinero de verdad.
Stan se interesó por primera vez en las ventas después de ver un cartel que las hacía glamorosas. Utilizando varios nombres falsos a lo largo del tiempo, fundó innumerables empresas que promocionaban productos «revolucionarios» que debido a su falta de dinero eran realmente disfuncionales y estaban mal fabricados. Las turbas enfurecidas lo ahuyentaban cada vez que se descubrían los defectos de sus productos, y fueron prohibidos en la mayoría de estados americanos. También fue arrestado una vez en Colombia y otros 2 países diferentes, y luego deportado de regreso a los Estados Unidos, donde fue incluido en la Lista de exclusión aérea de por vida, ambos por razones desconocidas.

### Serie principal
Durante gran parte de Gravity Falls Stan se muestra como un personaje sencillo y avaro que idea planes traviesos y cómicos para ganar dinero principalmente con el turismo de la Cabaña del Misterio. A pesar de su codicia, es genuinamente protector con su sobrino nieto Dipper y su sobrina nieta Mabel, cuyos padres le pidieron que los cuidara durante el verano. También finge no estar al tanto de las rarezas sobrenaturales de Gravity Falls y es rival de Gideon Gleeful: el malévolo niño de 10 años propietario de la trampa para turistas «Tent of Telepathy» que intenta reclamar la Cabaña del Misterio para sí mismo. Sin que Dipper y Mabel lo supieran, Stan tiene el primero de los diarios de Ford que le dio antes de desaparecer en el portal, guardado en una gabeta de la sala de control secreta. Al final de la primera temporada, Stan obtiene los tres diarios, el segundo y el tercero respectivamente estuvieron en manos de Gideon para claviridencia y Dipper al comienzo del programa, y finalmente logra a través de estos reactivar el portal y traer a Ford de regreso a su dimensión natal en «Not What He Seems». Luego, los hermanos cuentan su historia a Dipper y Mabel y posteriormente luchan por volver a conectarse entre sí en preparación para el apocalipsis profetizado «Weirdmageddon» provocado por el demonio y antagonista principal de la serie, Bill Cipher. Durante el apocalipsis, Stan y un ejército de personajes de la serie rescatan a Ford, pero Bill captura a ambos hermanos durante una discusión. Para borrar a Bill de la existencia y detener el apocalipsis, Stan accede a cambiarse de ropa con Ford para poder engañar a Bill, que busca una ecuación secreta que sólo Ford conoce, para que entre en la mente de Stan. Cuando Ford comienza a borrar la memoria de Stan, el paisaje mental de Stan mata a Bill con un puñetazo y se da cuenta de que su propósito en la vida era proteger a su familia. Después de que Gravity Falls vuelve a la normalidad, Stan despierta sin ningún recuerdo hasta que su familia y amigos los reviven. El último día del verano, Stan y Ford acuerdan hacer realidad su sueño de navegar alrededor del mundo para investigar más anomalías. Stan asciende a su personal de mantenimiento Soos a gerente de la Cabaña del Misterio, y se lo ve por última vez luchando contra una anomalía en el mar con Ford a bordo de un barco llamado «Stan-O-War II».

## Producción

### Carácter y concepto
Stan está basado en el abuelo de Alex Hirsch, también llamado Stan, pero debido al argumento del programa su relación se le cambió de abuelo a tío abuelo. Aún así, ambos comparten las características de ser hombres grandes y corpulentos cuyas ropas tienen botones desabrochados; ambos también llevan una cadena de oro y anillos de oro. Stan originalmente se veía considerablemente diferente a como se ve en el programa. En el arte conceptual, Stan era más bajo, no tenía hombreras y tenía una nariz rosada puntiaguda en lugar de una gran naranja. Su rostro también parecía más el de un títere que el de un viejo estafador canoso. Esta versión del personaje se vio en un piloto no oficial no emitido del programa, que era de bajo presupuesto y una versión de prueba de preproducción basada en el episodio piloto emitido «Tourist Trapped».
Junto con Dipper y Mabel, Stan ha aparecido en casi todos los episodios de la serie. Apareció en la serie de cortos de Gravity Falls titulada «Dipper's Guide to the Unexplained», así como en un corto («Stan's Tattoo») en el que los gemelos investigan el misterioso tatuaje en el hombro de Stan. En «A Tale of Two Stans», se revela que no era un tatuaje sino una cicatriz de quemadura causada cuando Ford pateó a Stan contra una máquina con combustible de combustión.

## En otros medios

### Amphibia
Alex Hirsch da voz a un personaje similar a Grunkle Stan llamado Mr. Ponds, también conocido como The Curator, en el episodio de Amphibia «Wax Museum». Es un anfibio que dirige un museo de cera similar a la Cabaña del Misterio. Dentro del episodio, la humana Anne Boonchuy y la familia Plantar llegan a un pequeño pueblo y visitan su museo, donde les muestra varias figuras de cera (que son criaturas reales recubiertas de cera). Cuando Anne ve un reproductor de CD portátil en el museo, exige comprárselo, pero él inicialmente la rechaza. Sin embargo, después de que Anne revela su apariencia humana, el Sr. Ponds se la ofrece si acepta lucirse por una noche. Sin embargo, el Sr. Ponds planea cubrirla con cera como las otras exhibiciones en su museo. Los Plantars la rescatan y liberan a las figuras de cera, quienes se vengan arrastrando al Sr. Ponds a otra habitación. Un charco de líquido rojo aparece debajo, pero el Sr. Ponds revela: «Es solo cera». Sin embargo, la siguiente escena revela que el Sr. Ponds efectivamente fue asesinado.